# Girocupulorotonda pentagonal
En geometria, la girocupulorotonda pentagonal es pot construir enganxant una cúpula pentagonal i una rotonda pentagonal per les cares decagonals però a diferència de la Ortocupulorotonda pentagonal es giren 36º una respecte de l'altre abans d'enganxar-les de forma que les cares quadrades coincideixin amb les cares pentagonals i les cares triangulars amb les triangulars. És un dels noranta-dos sòlids de Johnson (J33). Té simetria D5v.
Els 92 sòlids de Johnson van ser descrits 1966 per Norman Johnson i els va numerar. No va demostrar que no n'existia més que 92, però va conjecturar que no n'hi havia d'altres. Victor Zalgaller el 1969 va demostrar que la llista de Johnson era completa. S'utilitzen els noms i l'ordre donats per Johnson, i se'ls nota Jxx on xx és el nombre donat per Johnson.

## Desenvolupament pla

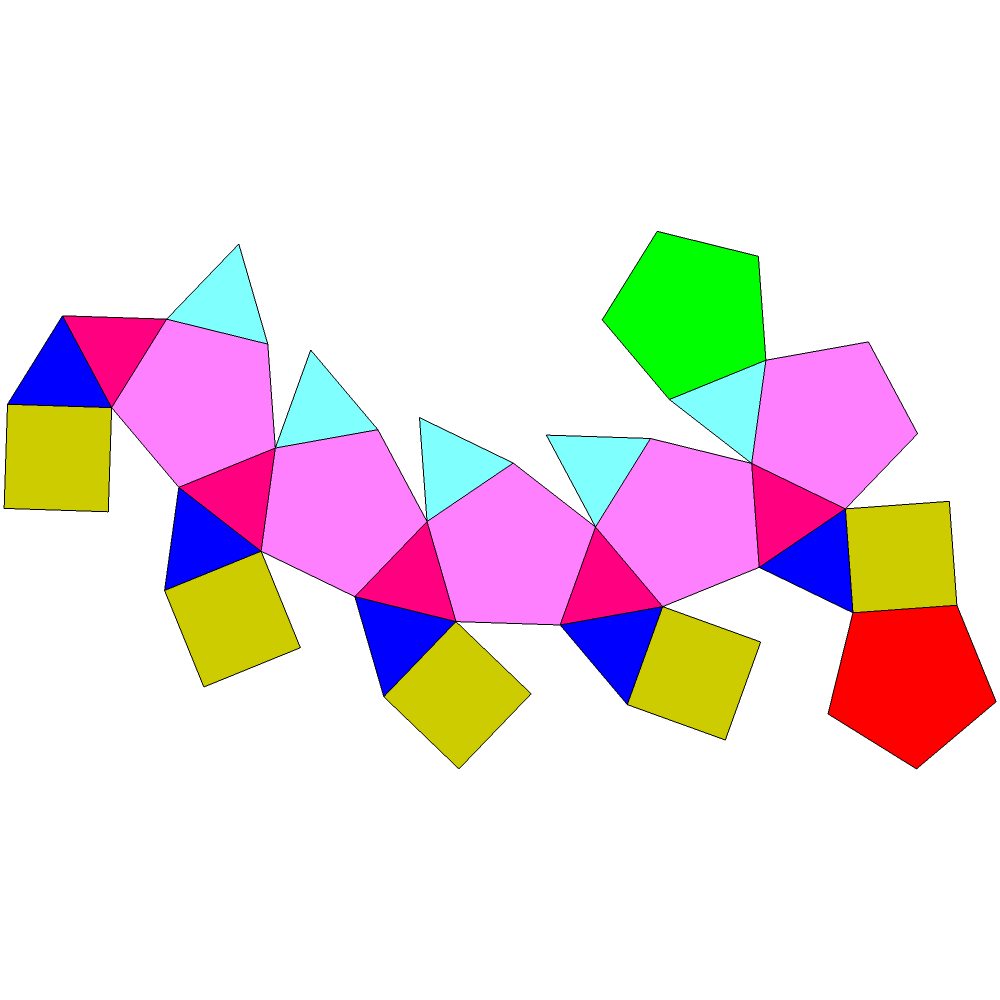
Desenvolupament pla de la girocupulorotonda pentagonal